# Domselaar
Domselaar is een plaats in het Argentijnse bestuurlijke gebied San Vicente in de provincie Buenos Aires. De plaats telt 1.711 inwoners.